# Slaget vid Grebin
Slaget vid Grebin var ett slag under det andra polska kriget. Slaget stod mellan svenska och polsk-litauiska trupper i juni år 1627 vid Grebin, söder om Danzig.

## Bakgrund
Som en del av andra polska kriget marscherade den svenska hären under befäl av Gustav II Adolf mot Danzig för att erövra staden. Under detta fälttåg utsändes 200 ryttare under Åke Tott med 500 fotsoldater under Alexander Leslie för att rekognoscera de polsk-litauiska rörelserna söder om Danzig.

## Slaget
I trakterna runt Grebin blev de svenska trupperna inneslutna av numerärt större polsk-litauiska trupper vilka var Stanisław Koniecpolskis förtrupp. Tott manade sina ryttare att "gå på som ärliga svenskar" och ledde en attack emot fienden. Detta slag blev kort men blodigt och resulterade i att de svenska trupperna bröt sig igenom och trängde undan de polsk-litauiska trupperna samt erövrade fyra av deras fanor.

## Följder
Efter segern uppställdes den svenska hären framfor Tott och Leslies trupper vilka belönades för sin insats och Tott slogs till riddare. Den svenska hären mötte senare den polsk-litauiska hären två månader senare i slaget vid Dirschau.